# ساتوشي كيكوتشي
ساتوشي كيكوتشي (27 أبريل 1952 - ) هو لاعب كرة يد اليابان. شارك في الألعاب الأولمبية الصيفية 1976.

## وصلات خارجية
- ساتوشي كيكوتشي على موقع أوليمبيديا (الإنجليزية)